# Leandro Rey Hilfer
Leandro Ezequiel Rey Hilfer (Martín Coronado, provincia de Buenos Aires; 10 de enero de 1985) es un árbitro de fútbol argentino, que dirige en la máxima categoría de su país desde 2019. Desde 2023, es árbitro internacional representando a la Argentina.

## Carrera
Debutó en la máxima categoría del fútbol argentino en el partido entre Estudiantes (LP) y Patronato en la decimoctava fecha del Campeonato de Primera División 2018-19.

## Estadísticas
| Competición                               | Organizador | Años    | PD  | Amonestado | Prom. | Expulsado | Prom. |
| ----------------------------------------- | ----------- | ------- | --- | ---------- | ----- | --------- | ----- |
| Primera División de Argentina             | AFA         | 2019–   | 56  | 253        | 4,52  | 16        | 0,28  |
| Copa de la Liga Profesional               | AFA         | 2021–   | 24  | 111        | 4,62  | 6         | 0,25  |
| Primera B Nacional                        | AFA         | 2017–   | 63  | 270        | 4,28  | 16        | 0,25  |
| Primera B                                 | AFA         | 2018–   | 10  | 27         | 2,7   | 1         | 0,1   |
| Copa Argentina                            | AFA         | 2012–   | 7   | 26         | 3,71  | 0         | 0     |
| Copa Sudamericana                         | CONMEBOL    | 2023–   | 1   | 4          | 4     | 1         | 1     |
| Liga Profesional Saudí                    | SAFF        | 2023–   | 1   | 3          | 3     | 0         | 0     |
| Totales                                   | Totales     | Totales | 162 | 694        | 4,28  | 40        | 0,24  |
| Datos actualizados al 24 de enero de 2024 |             |         |     |            |       |           |       |

Fuente: livefutbol.com